# Janick Gers
Janick Robert Gers (Født d. 27. januar 1957 i Hartlepool, England) er en af de tre guitarister i heavy metal-bandet Iron Maiden. Han tog over efter Adrian Smith i 1990 og debuterede på albummet No Prayer for the Dying, som blev udgivet samme år.
Han har tidligere været førsteguitarist i bandet White Spirit, før han var med i den gamle Deep Purple-vokalisten Ian Gillans band, Gillan. Efter Gillan spillede han for flere forskellige artister, deriblandt Fish og Marillion, før han i 1990 spillede guitar på Iron Maidens vokalist Bruce Dickinsons første soloalbum, Tattooed Millionaire. Det var mens han indspillede dette album, at han blev tilbud jobbet som arvtager efter Adrian Smith.